# Lửng lợn Đông Dương
Lửng lợn Đông Dương (Danh pháp khoa học: Arctonyx collaris dictator) là một phân loài của loài lửng lợn (Arctonyx collaris) phân bố ở khu vục bán đảo Đông Dương và miền nam Thái Lan. Chúng được gọi theo tên tiếng Anh là Indochinese hog badger, ở Việt Nam, chúng cũng được tìm thấy và được gọi với những cái tên như lương mu (trong tiếng Tày) hay được gọi dưới một số tên khác chồn hoang, con cúi, gấu lợn hay còn gọi đơn giản là lửng lợn vì ở Việt Nam chỉ có phân loài này, tên lửng lợn được đặt do đặc điểm mũi của nó giống như của lợn rừng.

## Phân bố
Lửng lợn phân bố ở các khu rừng mưa nhiệt đới Đông Nam Á. Chúng phân bố ở khu vực Đông Dương gồm Miến Điện, Thái Lan, Lào, Việt Nam. Ở Việt Nam loài này phân bố ở Tây Nguyên (Đắk Nông, Đắk Lắk, Kon Tum), Bình Phước (Vườn quốc gia Bù Gia Mập), chúng cũng là loài thú ăn thịt lớn nhất còn tồn tại trong khu vực Khu bảo tồn thiên nhiên Hang Kia-Pà Cò, phân loài này còn khá phổ biến trong khu vực và đang bị bẫy bắt để làm thức ăn và nuôi nhốt nhưng do tình trạng đánh bắt trái phép cao dẫn đến số lượng cá thể giảm ở các khu vực Lào, Việt Nam. 

## Đặc điểm

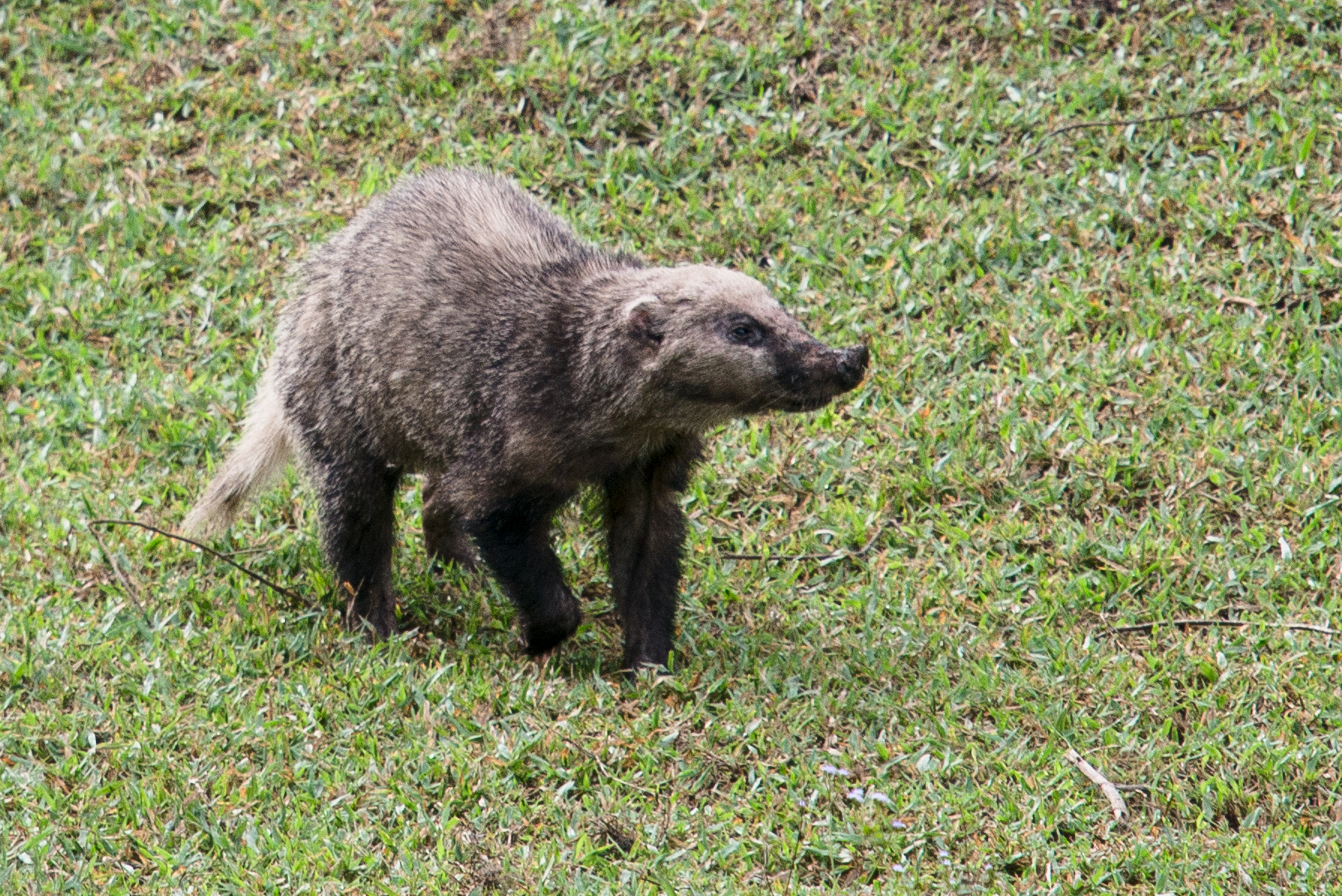
Một con lửng lợn Đông Dương ở Thái Lan

Lửng lợn Đông Dương một loài thú nhỏ có cái vòi dài, đầu vòi giống như cái mõm màu hồng khá giống mõm lợn, vì thế mà nó có tên lửng lợn. Hình dáng của lửng lợn tương tự như lửng Á-Âu, nhưng nó nhỏ hơn, với móng vuốt lớn trên bàn chân trước. Đuôi của lửng lợn có những sợi lông dài màu trắng, và bàn chân trước của nó có móng vuốt màu trắng. Đầu thuôn nhỏ, mõm dài, tai tròn, mắt nhỏ. Chân khá cao, bàn chân có bản rộng cong, có móng vuốt dài. Bộ lông thô gồm lông gốc màu trắng đầu màu nâu, lông ở bốn chân và bụng toàn màu thẫm. Từ đầu đến mõm có một vạch rộng màu trắng. Má, cổ, viền tai đều màu trắng nhạt.
Chúng là một loài thú hoang dã có thân hình hơi dẹp, dài 70–80 cm, Chiều dài đầu thân 650–1040 mm, đuôi dài 20–25 cm (Chiều dài đuôi 120 – 170 mm), trọng lượng 12–14 kg, có thể đến 20 kg vào mùa đông, trọng lượng trung bình 7–14 kg. Chúng là giống thú lớn, mập, bộ lông màu vàng, xám và đen, thay đổi theo mùa, có bộ lông màu nâu dài trung bình, cơ thể chắc, họng màu trắng, hai sọc màu đen trên một khuôn mặt trắng kéo dài. Lông vùng cằm chân, đầu vai và lưng màu đen. Má và trán có đám lông màu trắng. Móng chân trước dài hơn móng chân sau. Mũi dài chài ra phía trước giống mũi lợn. Con chưa trưởng thành đầu trắng, chóp tai trắng, móng trân màu trắng hồng.

## Tập tính
Chúng có khả năng đều thích nghi với nhiều môi trường khác nhau từ rừng sâu trũng đến rừng sâu có độ cao 3.500m so với mặt biển. Đôi khi kiếm ăn ở vùng đất cánh tác ven rừng. Lửng lợn là loài ăn tạp, thức ăn của nó gồm trái cây, củ và động vật nhỏ. Đây là loài động vật ăn đêm. Thức ăn gồm nhiều loại măng, củ, giun, côn trùng, con vật kể cả cuốn chiếu, chúng dùng mũi đảy hoặc bới đất giống lợn rừng. Có thể dùng móng chân trước bới tìm côn trùng, củ. Kiếm ăn đêm, một mình. Ban ngày ngủ trong hang đất tự đào Lửng lợn là giống thú hoang chuyên sục tìm ăn tổ mối, gặp được tổ mối là nó cắm đầu đào bới, mỗi khi cái lưỡi đỏ như son của nó khoen một vòng là nhiều con mối được gạt xuống dạ dày to bất thường của nó.
Thị giác không tốt, nhưng khứ giác rất tốt. Lửng lợn đi lại chậm rãi và ít để ý đến xung quanh. Cái đầu nhỏ ngúc ngoắc, có tiếng động cũng không thấy nó phản ứng như bị điếc bẩm sinh và có câu điếc lửng chỉ về tật khiếm thính của nó. Thân có mùa hôi rất nặng, trên người lửng lợn luôn toát ra thứ mùi hôi khó chịu khiến mọi loài sống xung quanh đều né, mùi hôi của nó là vũ khí tự vệ hữu hiệu. Nó thường xuyên vừa đi vừa xả hơi còn ghê hơn mùi hôi cố hữu. Những con thú ăn thịt chỉ ngửi thấy mùi hôi lửng là bỏ qua. Mỡ lửng lợn còn hôi hơn cả mùi trên mình nó từ đó có câu ví hôi như lửng lợn. Mùa giao phối có thể ghép đôi. Mỗi lần đẻ 2-3 con, ở trại nuôi dưỡng có thể sống đến 14 năm. Nếu ở góc rừng bất chợt có trận chiến xảy ra thì chỉ là ở trong loài lửng với nhau do tranh nhau con cái. Lũ chúng đều hôi như nhau nên không cảm thấy đồng loại hôi.

## Trong y học
Trong y học cổ truyền và kinh nghiệm dân gian, lửng lợn được dùng với tên thuốc là suyền hay chuyên gồm các bộ phận: thịt, xương, mỡ và mật.
- Thịt lửng lợn (suyền nhục) có vị chua, ngọt, tính bình, không độc, có tác dụng bổ tỳ vị, lợi thũng, giảm ho, chữa hư lao, gầy yếu, ho khan, kiết lỵ lâu ngày, thủy thũng, trẻ em cam tích.
- Xương lửng lợn (suyền cốt) có vị cay, chua, tính ấm chữa tê thấp, gân xương đau buốt, chân tay tê mỏi, lở ngứa do thấp nhiệt. Đem xương ngâm nước ấm trong nhiều giờ hoặc luộc qua rồi róc hết thịt, gân màng còn bám vào. Chặt nhỏ, phơi hoặc sấy, sao cho vàng giòn, tán bột. Lấy 100g bột ngâm với một lít rượu.
- Mỡ lửng lợn (suyền cao) có vị ngọt, tính bình, có tác dụng làm se, chữa bỏng (bỏng lửa và bỏng nước), nứt nẻ gót chân (nhất là về mùa đông), chốc lở. Thái mỡ lá thành từng miếng mỏng, đun cho chảy. Để nguội, dùng bôi nhiều lần trong ngày. Ngoài ra, ở một vài địa phương, nhân dân còn dùng mật lửng lợn để điều trị bệnh như mật gấu và gọi lửng lợn là gấu lợn.